# Lorettoite
La lorettoite è un minerale non più riconosciuto dall'IMA nel 1979 perché è di origine artificiale. Il minerale chubutite si è scoperto, in un secondo tempo, essere identico alla lorettoite.